# Erik Granberg
Erik Granberg, född 10 maj 1801 i Vendels socken, Uppsala län, var en svensk trumpetare vid Kungliga Hovkapellet i Stockholm.

## Biografi
Erik Granberg föddes 10 maj 1801 i Vendels socken. Han var son till inhysemannen Eric Granberg och Catharina Ersdotter. Granberg var fanjunkare vid Livgardet till häst och han gifte sig 2 april 1820 med Fredrika Westin (död 1864). Han anställdes 1 augusti 1820 som trumpetare vid Kungliga Hovkapellet i Stockholm och slutade 1 juli 1848. Granberg blev svärdsman 1854.